# Montgomery Bell’s Tunnel
Der Montgomery Bell Tunnel, auch Patterson Forge Tunnel, ist ein historischer Mühlstollen im Harpeth River State Park im Cheatham County, Tennessee. Der Tunnel gilt als ältester bekannter in Fels gehauener Tunnel von signifikanter Größe in den Vereinigten Staaten und ist deshalb ein Denkmal des Ingenieurbaus.

## Geschichte
Der Unternehmer Montgomery Bell baute am Harpeth River eine Hammerschmiede, die nach dem Geburtsnamen seiner Mutter Pattison Forge genannt wurde. Das Wasser für den Betrieb der Schmiedehämmer wurde durch einen knapp 90 Meter langen Mühlstollen zugeleitet, der durch eine Kalksteinrippe getrieben wurde. Der Stollen kürzt eine acht Kilometer lange Flussschleife ab, sodass für die Wasserräder ein Gefälle von 1,2 Meter genutzt werden konnte. Der Tunnel wurde von Sklaven mit Handbohrer und Schwarzpulver ausgebrochen.